# 彭福 (英國陸軍將領)
彭福少將，CB，LVO，JP[?]（1916年12月19日—2015年4月22日），英國職業軍人，1936年至1972年間曾服役於英國陸軍和英屬印度陸軍，退役後於1972年1月至1979年12月任英皇御准香港賽馬會首任總經理。
彭福畢業於桑德赫斯特皇家軍事學院，從軍36年的他曾參與第二次世界大戰。戰後，他在1959年至1961年於坦噶尼喀地區出任英皇非洲來福槍團第六營營長、1962年至1964年於本地陸軍擔任第127步兵旅旅長、以及於1964年至1965年擔任亞丁高級專員保安行動顧問。1966年至1969年，他被借調往肯雅出任新設的國防總參謀長一職，協助加快推動肯雅三軍專業人員和高層將官的本地化。他退役前的職務是擔任英國東南分區指揮官。
從軍中退役後，彭福旋獲香港馬會羅致出任總經理一職，聯同馬會主席祈德尊爵士和後來的韋彼得協助推動把馬會業餘賽馬轉為職業賽馬。他在任近八年期間成功推出多項改革，使賽事水平得以提高。此外，在增設「三重彩」和「四重彩」等新款賽馬投注方法的同時，他於1974年分別引入馬會場外投注站和電話投注服務，從而打擊當時的非法「外圍馬」活動。統籌興建沙田馬場是他任內另一項重要工作，該馬場是繼跑馬地馬場以後香港第二座馬場，由馬會斥資七億港元興建，並在彭福主持下如期於1978年10月啟用。為肯定他在馬會任內的工作表現，位於沙田馬場中央的彭福公園即以他本人命名。

## 生平

### 早年生涯
彭福1916年12月19日生於英國劍橋郡聖尼茨（St. Neots），父親來自西薩塞克斯郡塞爾西（Selsey），名叫伯納德·休·彭福爾德（Bernard Hugh Penfold，1880年－1917年）；母親名叫埃塞爾·艾夫斯·阿諾德（Ethel Ives Arnold）。彭福的父親原本在巴克萊銀行擔任經理，第一次世界大戰爆發後加入皇家燧發槍兵團，曾先後在比利時伊珀爾和法國索姆河等地作戰，其後他轉入舍伍德林地軍團，1917年10月在巴雪戴爾戰役中陣亡。彭福家中另有兩名胞姊妹，自幼喪父的他在少時入讀威靈頓公學，及後升讀桑德赫斯特皇家軍事學院接受軍事訓練和教育。

### 軍事生涯
從軍校畢業後，彭福選擇仿傚父親從軍，起初在1936年以少尉身份加入皇家萊斯特郡軍團，翌年以軍官身份轉入英屬印度陸軍，於第11錫克軍團擔任少校，期間在1937年至1938年派駐到英屬印度的西北邊境省服役。第二次世界大戰在1939年爆發後，彭福被調入盟軍的地中海中部部隊（Central Mediterranean Forces），其後又於1942年至1943年調到波伊部隊，參與在中東一帶的戰事。1944年，他以一級一般參事官身份調任戰術訓練中心，直到1945年大戰完結為止。
戰後，彭福返回印度陸軍，在1946年出任奎達參謀學院教官，惟在任僅一年便於1947年重返英國陸軍加入旗下的皇家砲兵團，並獲擢升為名譽陸軍中校。他及後於1950年至1952年借調到陸軍部出任副助理訓練及人事司，1953年再調往皇家海軍參謀學院任職。1957年至1959年，彭福於美國首都華盛頓擔任英方三軍聯合代表團秘書，任內為英美兩國陸軍部的交流提供支援。他也參與籌劃英女皇伊利沙伯二世在1957年對美國展開的訪問，事後因功獲英廷授予MVO勳銜（1984年獲自動調升為LVO勳銜）。
彭福在軍中後期主要在英國本土、非洲和中東任職，其中，他在1959年奉派到東非坦噶尼喀地區出任英皇非洲來福槍團第六營營長，直到當地在1961年獨立成為英聯邦王國為止（當地其後於1962年成為英聯邦共和國、1964年改名坦桑尼亞）。此後，他在1961年至1962年返回倫敦國防部擔任上校，以及在1962年至1964年於本地陸軍擔任第127步兵旅旅長。1964年至1965年，他再一次派駐海外，前往中東到局勢嚴岐的亞丁殖民地擔任亞丁高級專員保安行動顧問，負責在亞丁緊急狀態期間向當局提供戰略方面的意見。
1966年，彭福一度調回英國任職於帝國國防學院，但旋於同年以少將身份被借調往肯雅擔任新設的國防總參謀長一職，翌年起兼任肯雅內閣保安委員會委員。事實上，肯雅早在1963年已經從英國獨立，並於翌年成為共和國，但當地獨立後仍然獲英國提供駐軍支援至1966年，以確保獨立後的政權平穩過渡。因此，儘管彭福在肯雅軍中地位僅次於身兼三軍總司令的肯雅總統喬莫·肯雅塔，但任命僅屬於過度安排，其主要職責在於協助整頓肯雅的海陸空三軍和提供充足的培訓，從而加快推動肯雅三軍專業人員和高層將官的本地化。彭福在肯雅任職三年後於1969年卸任，並由本土出身的肯雅陸軍司令約瑟夫·恩多洛准將（Brigadier Joseph Ndolo）接替。為肯定他在肯雅的工作表現，他在1969年英女皇壽辰授勳名單中獲英廷頒授CB勳銜。彭福卸任後，獲調回英國本土出任東南分區指揮官，一任三年，到1972年正式從軍中退休。

### 馬會總經理

#### 賽馬職業化
從軍中退役後不久，彭福旋於1972年1月應英皇御准香港賽馬會（1996年改稱香港賽馬會）邀請成為馬會首任總經理，直接聽命於董事局，負責處理馬會一切事務，並成為馬會上下最高級的受薪僱員。當時身兼馬會主席的匯豐銀行大班桑達士爵士有鑑於馬會在1969年至1970年爆出轟動一時的「毒馬案」醜聞，對香港賽馬運動的發展構成衝擊，因此他銳意推動香港賽馬職業化以提昇賽馬水平；同時間，馬會又準備在開發中的新界沙田新市鎮籌劃興建規模龐大的沙田馬場，桑達士遂在卸任馬會主席前特意羅致了具豐富領導經驗的彭福擔任馬會總經理，以便協助落實各項計劃。
雖然馬會早已在1971年宣佈把業餘賽馬轉為職業賽馬，但主要的改革都是由彭福與繼任馬會主席祈德尊爵士和後來的韋彼得於任內推出。首先，彭福於1972年宣佈調整賽事獎金，以「高班馬」獎金多於「低班馬」、以及「長途賽」獎金高於「短途賽」為原則；並規定新馬初出時以年齡分組，讓三歲、四歲和五歲的同齡馬匹分別同場作賽，到混合賽的時候，再由五歲馬匹向四歲馬匹「讓磅」，而四歲馬匹則向三歲馬匹「讓磅」，使賽事安排和規則變得更加規範。其次，彭福上任之初，馬會仍查出零星毒馬事件，為防範同類事件再度發生，他規定對所有出賽馬匹實施賽前檢驗，其後還於1973年初向所有練馬師發出警告，表示馬匹一經檢出被餵食違禁藥物，練馬師需負上責任，而餵食非違禁藥物前，也須得馬會獸醫的書面許可；馬匹出賽後至「過磅」訊號發出前的一段時間，也不可向馬匹餵食任何食物，從而減低出現毒馬事件的風險。
此外，由馬會主辦的賽馬賭博活動也有不少革新，當中包括在1973年先後推出「三重彩」和「四重彩」兩種投注方法，下注分別買中賽事首三位和首四位勝出馬匹的人士，都可獲得派彩；同年10月，馬會也開始增設夜馬賽事，使賽馬活動更加頻密。為了打擊非法「外圍馬」活動，彭福還於1973年成功爭取政府授權設立場外投注站，首六家投注站遂在1974年4月設立，馬會其後又在短期內於全港各處增設投注站至大約20所，從此投注者無需再親身前往跑馬地馬場，也可到馬會投注站辦理投注手續。1974年，彭福引入了電話投注服務以進一步打擊「外圍馬」活動，最初馬會一共推出2,000個電話投注戶口，成年市民只要繳交50港元便可申請開納戶口。鑑於電話投注服務廣受歡迎，使得電話投注戶口數目到1977年的時候已急增至40,000個，但仍然有大批申請人士在輪候名單之上。為免青少年接觸賭博活動，馬會投注站設立之初禁止未滿17歲人士進場，到1978年，彭福收緊政策，規定禁止未滿18歲的人士進入投注站，而投注站職員也有權向疑似未成年人士查閱身份證，以希望收阻嚇之效。

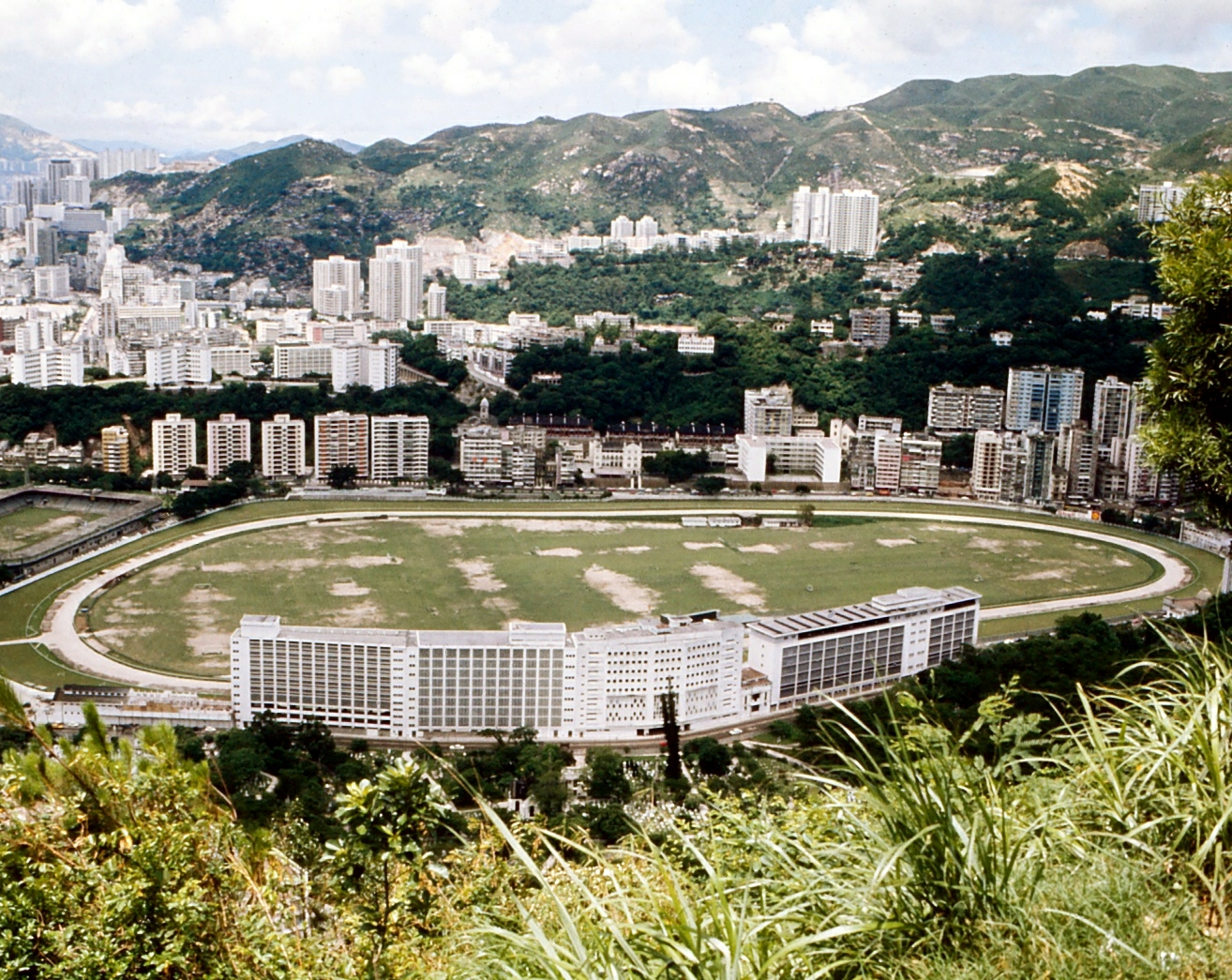
1971年的跑馬地馬場

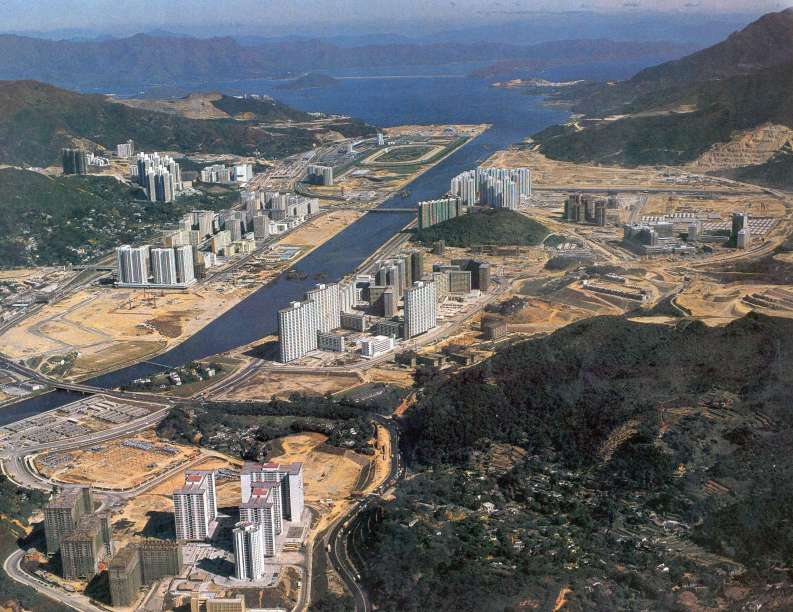
開發中的沙田新市鎮，圖中遠方可見到在1978年新落成的沙田馬場

#### 沙田馬場
彭福任內的另一項主要任務是統籌沙田馬場的興建，事實上，隨著跑馬活動日益平民化，馬會唯一的跑馬地馬場自1960年代中期開始已經不敷應用，經常要在賽馬日掛起代表看台滿座的「紅旗」，因此馬會方面早於1964年已提出考慮增建一座全新的馬場。到1971年10月，政府原則上同意在沙田新市鎮興建馬場，有關的統籌工作遂落在彭福身上。彭福上任總經理後不久，即與時任工務司盧秉信和民政司黎敦義等港府官員展開深入討論，終促成工程於1973年12月全面動工。沙田馬場由馬會斥資七億港元興建，整項工程甚為繁浩，馬會需要從四個地點採土1,600萬公噸，然後填海填出260英畝土地。不過，其中102英畝填海土地在工程完成後移交政府，用作興建公營房屋和透過土地拍賣方式興建私人樓宇，所以港府不單不費分毫，而且還可透過拍賣土地為庫房帶來豐厚收益。
在日以繼夜趕工下，整個大型填海連馬場興建工程僅用了五年時間便告竣工，並於1978年10月7日由時任香港總督麥理浩爵士主持沙田馬場啟用典禮。沙田馬場參照當時澳洲最新式的馬場規格興建，被譽為世界最完善的馬場之一。建成之初，馬場設有一個可容納多達35,000人的看台，每季可舉辦237場賽事，而附設的馬房更可容納500隻馬匹。至於馬場的正中心保留用作沙田馬場公園，供遊人休憩之用。自沙田馬場落成後，便取代了舊有的跑馬地馬場成為馬會日間賽事的主要場地，而彭福也自1978年和1979年起分別為沙田馬場和跑馬地馬場引入星期日賽馬，使馬會每年舉辦的賽事數目進一步增加。

#### 其他工作
在騎術培訓方面，彭福於1972年設立了馬會見習騎師學校，透過培訓更多本地騎師以配合賽馬運動職業化；另一方面，為了向普通市民推廣騎術運動，任內他於1978年成立薄扶林公眾騎術學校，是為香港首家公眾騎術學校。當時，港督麥理浩爵士夫人十分支持各類身心殘障兒童參與騎術活動，並在馬會支持下於1975年成立香港傷健策騎協會，而薄扶林公眾騎術學校成立後，香港傷健策騎協會也在同一年遷入作為基地，是為香港傷健會麥理浩夫人中心，並由麥理浩夫人本人於1979年主持中心的揭幕儀式。
彭福在馬會總經理任內也處理過一些危機，較重大的包括馬會馬伕的罷工事件。1978年1月，馬會旗下沙田馬房馬伕不滿管方違反承諾，扣除馬伕部份薪金用作支付他們的宿舍租金和電費，結果在得到其餘上水馬房和山光道馬房馬伕響應下發起工業行動，拒絕在1月13日於跑馬地馬場舉行的賽馬活動中拖帶馬匹進場，造成當日全部九場賽事取消。事後，彭福緊急應對工潮，而馬會董事局也與馬伕方面展開多輪斡旋，最終馬會方面同意撤回有關做法，並答應馬伕的其他要求，成功在1月21日化解工潮，而被指需要負上責任的馬會人事部經理史愛蓮（Mrs Eileen Stringer）則在事件中辭職。
除此之外，1979年4月，「紅牌」華人見習騎師鮑榮光被指坐擁一部來歷不明的名貴轎車，惹來外界質疑他涉嫌貪污受賄，並引起彭福責成馬會對他展開內部調查。事件中，鮑榮光被馬會牌照小組無限期終止騎師牌照，其後上訴但仍遭駁回，意味其騎師生涯告終。彭福後來向外界透露已把有關鮑榮光的檔案送交總督特派廉政專員公署作進一步調查，惟事件沒有下文。
彭福於1972年1月履新時原本簽訂五年合約，後來延至沙田馬場於1978年啟用為止，及後再續任一年，以確保沙田馬場的運作走上軌道，同時間讓馬會有充裕的時間物色繼任人選。最終，馬會董事局在1979年4月宣佈聘任同樣出身自英國陸軍、並曾於1976年至1978年擔任駐港英軍司令的夏卓賢爵士接任馬會總經理一職，其後彭福於1979年12月正式卸任，結束前後近八年的任期。彭福在任馬會總經理期間作風親善，經常舉辦記者會與傳媒接觸，一改以往馬會予人較封閉保守的印象，再加上他任內成功推動賽馬職業化，又統籌沙田馬場的興建，所以任內表現頗獲輿論認同；香港工商日報在1979年5月的專訪中，更稱頌彭福如「魔術師」般把百年香港賽馬史改寫，並帶進新的紀元，不但在香港賽馬史上留下一頁可觀的成就，也使香港不少愛好賽馬的人士留下深刻的回憶。
為肯定彭福任內的工作表現，港府早於1975年委任他為非官守太平紳士，而馬會主席韋彼得更在1979年9月17日宣佈把位於沙田馬場中心的沙田馬場公園將改名為彭福公園。韋彼得公佈決定時，還特別讚揚彭福「在短短的七年期間，即把賽馬體育運動及其行政管理各方面，大大提高至在賽馬世界中備受嘉許和稱羨的水平」，並表示「沒有他的衝勁魄力，決斷和創造力，我相信我們不會有今天的成就，也肯定不會在如此短促時間內有此巨大的建樹」。

### 晚年生涯
彭福退休後返回英國定居，並曾於1980年至1986年出任英國賽馬顧問局（Horseracing Advisory Council）主席，晚年的他在漢普郡安道夫（Andover）過著平靜的退休生活。退休後的彭福仍關注香港的賽馬運動，1984年12月，香港馬會舉辦百周年紀念大賽，以誌馬會成立100周年，當時他還特意應邀從英國來港，以嘉賓身份出席觀賞賽事。
2015年4月22日，彭福在多實郡內賴默（Ryme Intrinsica）逝世，終年98歲。多日後，香港馬會主席葉錫安於5月8日發表聲明，代表馬會董事局對彭福家人和摯友致以最深切的慰問，並讚揚他在馬會總經理任內的表現「讓香港社會和香港賽馬會銘感至深」。5月11日，彭福家屬在漢普郡安柏特（Amport）聖瑪麗教堂舉行悼念儀式，馬會也特別委託前任行政總裁韋敬誠將軍代表出席，以及代表馬會董事局誦讀唁文。

## 個人生活

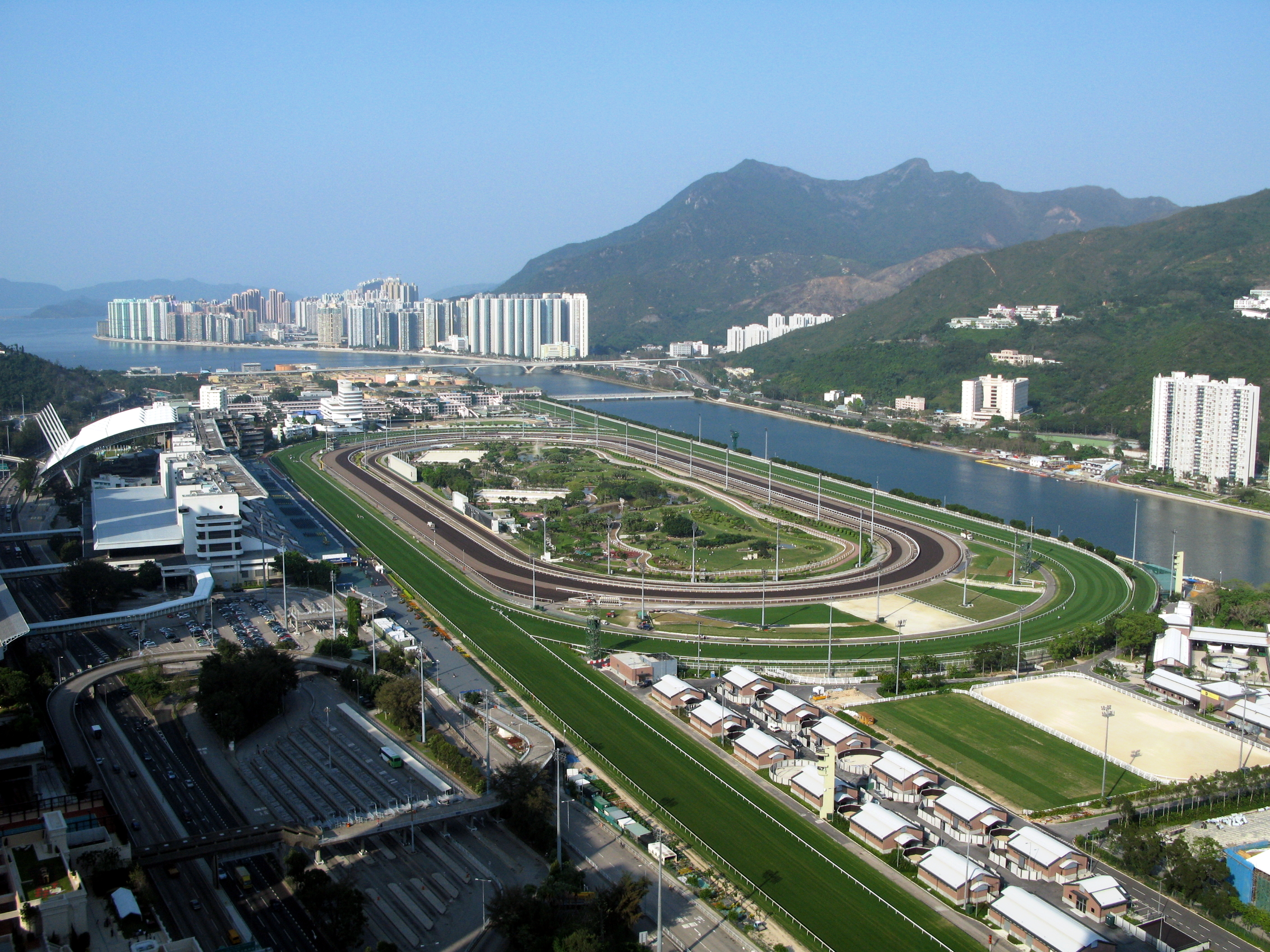
沙田馬場和位於馬場中央的彭福公園

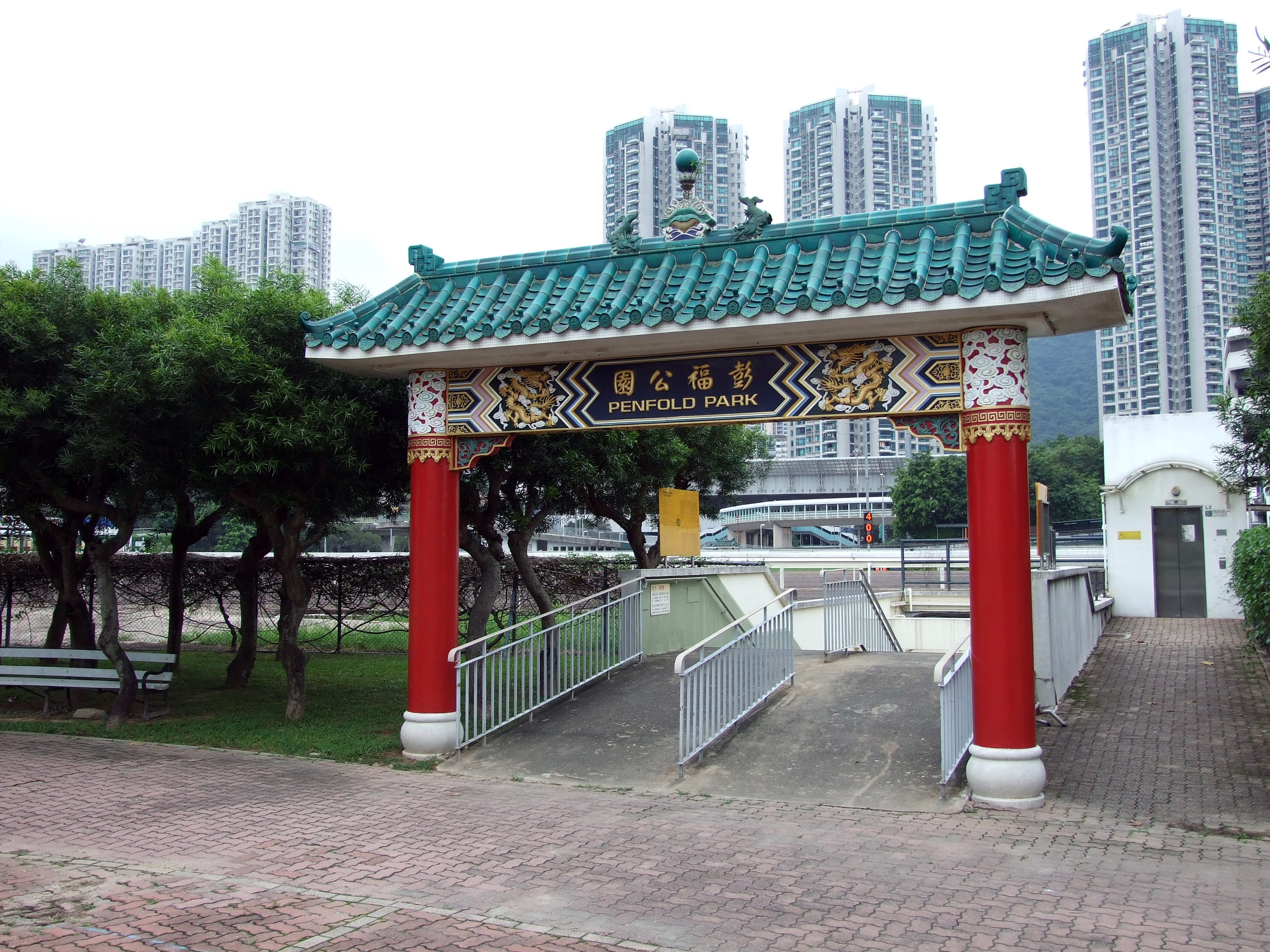
彭福公園入口牌坊

彭德於1940年迎娶陸軍中校E·H·格雷（Lieutenant-Colonel E. H. Gray）的女兒厄休拉·格雷（Ursula Gray）為妻，兩人育有兩名女兒，分別取名埃麗卡·吉爾（Erica Jill）和瓦萊麗·蓋伊（Valerie Gay）。彭福夫人曾於1978年12月31日大除夕晚在香港維多利亞港主持怡和子夜鳴炮儀式，她於2010年逝世。彭福的興趣包括射擊、高爾夫球和園藝，他是倫敦紳士會所陸海軍會會員。在肯雅工作期間，彭福是當地首都奈羅比的穆海咖鄉村俱樂部（Muthaiga Country Club）會員；至於在香港工作和生活期間，他曾任香港海事青年團地區委員會顧問，也是皇家聖喬治學會香港分會會員。

## 榮譽

### 殊勳
- 以下列出榮譽全稱及縮寫：^ 
  - 皇家維多利亞員佐勳章（M.V.O.） （1957年10月20日[5]）
  - 巴斯同胞勳章（C.B.） （1969年英女皇壽辰授勳名單[8]）
  - 非官守太平紳士（J.P.） （1975年[26]）
  - 皇家維多利亞副官級勳章（L.V.O.） （1984年12月31日自動調升[6]）

### 以他命名的事物
- 彭福公園（Penfold Park）：位於香港新界沙田馬場中央，1979年5月11日啟用，原本稱為「沙田馬場公園」，同年9月17日改稱彭福公園。[10][27]

## 注腳
1. 1 2  Who's who in East Africa (1967), p.144.
2. 1 2 3 4  "Bernard Penfold" (retrieved on 30 March 2015)
3. 1 2 3 4 5 6 7 8 9 10 11 12 13 14 15  "PENFOLD, Maj.-Gen. Robert Bernard" (2012), p.1792.
4. 1 2 3 4  "PENFOLD, Robert Bernard" (retrieved on 2 October 2012)
5. 1 2  "Issue 41213 （页面存档备份，存于）", London Gazette, 29 October 1957, p.6271.
6. 1 2  "Supplement to Issue 49969 （页面存档备份，存于）", London Gazette, 31 December 1984, p.4.
7. 1 2 3 4  Hornsby (2012), pp.180-181.
8. 1 2  "Supplement to Issue 44863 （页面存档备份，存于）", London Gazette, 6 June 1969, p.5963.
9. 1 2  〈潘福將軍出任賽馬會總司理〉（1972年1月21日）
10. 1 2 3 4 5 6 7 8 9 10 11  〈彭福將軍退休真因〉（1979年5月1日）
11. 1 2 3 4  〈歷史〉（造訪於2015年3月30日）
12. 1 2  〈馬會總經理彭福少將宣佈下季賽馬多項改革，獎金賽程均有變更〉（1972年5月30日）
13. ↑  〈快活谷又有毒馬事件，「快勇曾受毒」〉（1972年12月20日）
14. 1 2 3  〈三重彩受歡迎趕印表格，呼籲馬迷勿向外圍下注〉（1973年2月27日）
15. 1 2  〈季尾試辦場外投注，港九設廿個投注站，首期只接受四重彩〉（1973年10月23日）
16. 1 2  〈本季接受電話投注，50元開戶不限資格〉（1974年10月3日）
17. 1 2 3  〈下季辦星期日賽馬，沙田賽馬明年十月舉行〉（1977年11月8日）
18. ↑  〈未滿十八歲青年將禁進入投注站〉（1978年5月18日）
19. 1 2 3 4 5 6 7  〈歷史及區內貢獻〉（2003年）
20. ↑  〈沙田馬場七八年完成，首期可容觀眾三萬〉（1975年1月14日）
21. 1 2  〈港督週末乘直昇機空降沙田馬場主持揭幕剪綵〉（1978年10月4日）
22. ↑  《香港傷健策騎協會三十三週年會刊》（2008年），頁20至21。
23. 1 2  〈全體馬伕昨拒絕拉馬，今起將採取工業行動〉（1978年1月15日）
24. ↑  〈史愛蓮辭職，馬會工潮平息〉（1978年1月22日）
25. 1 2 3  〈鮑榮光上訴被駁回〉（1979年4月18日）
26. 1 2  Who's who in the World 1976-77 (1976), p.551.
27. 1 2 3  〈沙田馬場公園易名彭福公園〉（1979年9月18日）
28. ↑  〈百年大賽嘉賓今明抵港，彭福將軍重來〉（1984年12月3日）
29. ↑  "Penfold, Robert Bernard - CB MVO" (retrieved on 8 June 2015)
30. ↑  "PENFOLD, MAJOR GENERAL ROBERT BERNARD CB LVO" (25 April 2015)
31. 1 2  〈香港賽馬會向前任總經理彭福將軍致意〉（2015年5月8日）
32. ↑  The Blue book: leaders of the English-speaking world, 1970 (1970), p.649.
33. ↑  〈大除夕午夜鳴炮迎新歲，彭福少將夫人主持鳴炮儀式〉（1978年12月30日）
34. ↑  Who's who in Hong Kong: a bibliographical dictionary of Hong Kong (1979), p.155.

### 英文資料
- Who's who in East Africa. Nairobi: Marco Surveys, 1967.
- The Blue book: leaders of the English-speaking world, 1970. Chicago: St. James Press, 1970.
- Who's who in the World 1976-77. Chicago: Marquis Who's Who Inc., 1976.
- Who's who in Hong Kong: a bibliographical dictionary of Hong Kong. Hong Kong: South China Morning Post, 1979.
- "PENFOLD, Maj.-Gen. Robert Bernard", Who's Who 2013. London: A. & C. Black, 2012. ISBN 978-1-40815-491-5
- Hornsby, Charles, Kenya: A History Since Independence. New York: I. B. Tauris, 2012. ISBN 978-0-85772-084-9
- "PENFOLD, MAJOR GENERAL ROBERT BERNARD CB LVO （页面存档备份，存于）", Telegraph Announcement, 25 April 2015.
- "PENFOLD, Robert Bernard", King's College London Liddell Hart Centre for Military Archives, retrieved on 2 October 2012.
- "Bernard Penfold （页面存档备份，存于）", Selsey 57, retrieved on 30 March 2015.
- "Penfold, Robert Bernard - CB MVO", The Royal Leicestershire Regiment, retrieved on 8 June 2015.

### 中文資料
- 〈潘福將軍出任賽馬會總司理〉，《香港工商日報》第十二頁，1972年1月21日。
- 〈馬會總經理彭福少將宣佈下季賽馬多項改革，獎金賽程均有變更〉，《香港工商日報》第十二頁，1972年5月30日。
- 〈快活谷又有毒馬事件，「快勇曾受毒」〉，《華僑日報》第三張第一頁，1972年12月20日。
- 〈三重彩受歡迎趕印表格，呼籲馬迷勿向外圍下注〉，《香港工商日報》第十一頁，1973年2月27日。
- 〈季尾試辦場外投注，港九設廿個投注站，首期只接受四重彩〉，《香港工商日報》第八頁，1973年10月23日。
- 〈本季接受電話投注，50元開戶不限資格〉，《香港工商日報》第八頁，1974年10月3日。
- 〈沙田馬場七八年完成，首期可容觀眾三萬〉，《香港工商日報》第八頁，1975年1月14日。
- 〈下季辦星期日賽馬，沙田賽馬明年十月舉行〉，《香港工商日報》第六頁，1977年11月8日。
- 〈全體馬伕昨拒絕拉馬，今起將採取工業行動〉，《大公報》第二張第五版，1978年1月15日。
- 〈史愛蓮辭職，馬會工潮平息〉，《大公報》第一張第四版，1978年1月22日。
- 〈未滿十八歲青年將禁進入投注站〉，《大公報》第二張第五版，1978年5月18日。
- 〈港督週末乘直昇機空降沙田馬場主持揭幕剪綵〉，《華僑日報》第六張第四頁，1978年10月4日。
- 〈大除夕午夜鳴炮迎新歲，彭福少將夫人主持鳴炮儀式〉，《華僑日報》第二張第一頁，1978年12月30日。
- 〈鮑榮光上訴被駁回〉，《大公報》第二張第五版，1979年4月18日。
- 〈彭福將軍退休真因〉，《香港工商日報》第三頁，1979年5月1日。
- 〈沙田馬場公園易名彭福公園〉，《香港工商日報》第八頁，1979年9月18日。
- 〈百年大賽嘉賓今明抵港，彭福將軍重來〉，《華僑日報》第四張第三頁，1984年12月3日。
- 〈歷史及區內貢獻〉，《沙田馬場與我共成長》。香港：香港賽馬會，2003年。
- 《香港傷健策騎協會三十三週年會刊》。香港：香港傷健策騎協會有限公司，2008年。
- 〈香港賽馬會向前任總經理彭福將軍致意 （页面存档备份，存于）〉，《香港賽馬會》，2015年5月8日。
- 〈歷史〉，《香港賽馬會》，造訪於2015年3月30日。

## 外部連結
- 香港賽馬會 （页面存档备份，存于）
- 講馬港歷史 （页面存档备份，存于）
  - 彭福將軍 （页面存档备份，存于）
- Penfold, Robert Bernard, The Royal Leicestershire Regiment
- Obituary: Major General Bernard Penfold （页面存档备份，存于）, Daily Telegraph (28 June 2015)

| 军职                                            | 军职                                    | 军职                 |
| ----------------------------------------------- | --------------------------------------- | -------------------- |
| 前任： 首任                                     | 肯雅國防總參謀長 1966年－1969年         | 繼任： 約瑟夫·恩多洛 |
| 前任： 查爾斯·斯坦福恩 （奧爾德肖特分區指揮官） | 英國東南分區指揮官 1969年－1972年       | 繼任： 艾倫·泰勒爵士 |
| 其他職務                                        |                                         |                      |
| 前任： 首任                                     | 英皇御准香港賽馬會總經理 1972年－1979年 | 繼任： 夏卓賢爵士    |